# Barrage d'Armağan
Le barrage d'Armağan (en turc Armağan barajı) est un barrage en Turquie.